# کریستوفر بهر
کریستوفر بهر (انگلیسی: Christoph Behr؛ زادهٔ ۲۱ مارس ۱۹۸۹) بازیکن فوتبال اهل آلمان است.